# Ed Trice
Edward A. Trice (Philadelphia, Estados Unidos, 5 de dezembro de 1966) é o criador de uma nova variante do jogo de xadrez denominado Xadrez Gótico, considerado um aperfeiçoamento do clássico Xadrez de Capablanca.